# Aston Martin Virage
Der Aston Martin Virage ist ein Oberklassefahrzeug des britischen Automobilherstellers Aston Martin. Er löste 1990 den seit nahezu 20 Jahren produzierten Aston Martin V8 ab. Wie diesen, gab es den Virage als Fließheckcoupé sowie als Cabriolet; hinzu kam eine als Vantage bezeichnete Hochleistungsversion sowie einzelne, auf Kundenwunsch produzierte Sonderausführungen mit teilweise abweichenden Karosserien. Bis 1996 entstanden 877 Fahrzeuge mit der Bezeichnung Virage. Ab 1996 fiel der Begriff Virage weg; unter der Bezeichnung Aston Martin V8 bzw. Vantage dauerte die Produktion einer optisch und technisch überarbeiteten Version bis 2000 an.

## Hintergrund
Der Aston Martin Virage entstand in einer für das Unternehmen schwierigen Zeit. Der Großteil der Fahrzeuge (345 von insgesamt 365 Exemplaren) wurde 1990 und 1992 hergestellt, danach brach die Produktion ein. In den weiteren Jahren entstanden jeweils weniger als 10 Autos. Die Modelle erwiesen sich als zu groß, zu teuer und zu unhandlich. 1992 erkannte das Unternehmen, dass die Kunden „den Virage nicht wollten“. Zu dieser Zeit wurde öffentlich über die Schließung des Traditionsunternehmens diskutiert. Ford, der damalige Eigentümer, entschied sich in dieser Phase für die Entwicklung eines preisgünstigeren Modells, das der Marke neue Kundenkreise erschließen sollte. Das Ergebnis dieser Überlegungen war der Aston Martin DB7, der eng mit dem Jaguar XK verwandt war. Damit wurde der Virage früh zu einem Auslaufmodell. Bis zur Serienreife des DB7 finanzierte sich das Unternehmen im Wesentlichen durch Sonderversionen des Virage, die die Abteilung Service Departement im Kundenauftrag zu sehr hohen Preisen fertigstellte.

## Entwicklungsgeschichte

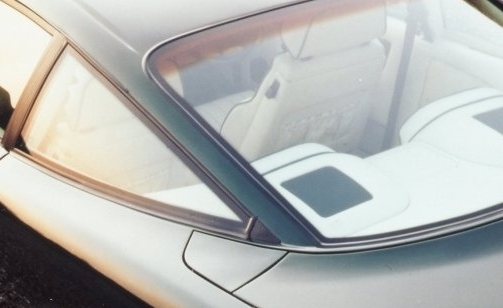
Erinnert an den DB5: Die Dachlinie des Virage

Die Entwicklung des Virage begann im Frühjahr 1986. Mit der Gestaltung der Karosserie wurden fünf Designer unabhängig voneinander beauftragt; unter ihnen war wiederum William Towns, der bereits den Aston Martin V8 gestaltet hatte. Den Zuschlag erhielt im Oktober 1986 allerdings der Entwurf von John Heffernan und Ken Greenley vom Royal College of Arts. Das Design war bei der Vorstellung frisch und modern. Die Linien erinnerten weit mehr an den Lagonda als an den Vorgänger V8, den er ersetzte. Gleichwohl zitierten Heffernan und Greenley zahlreiche klassische Details, darunter die Form des in der Fahrzeugmitte angehobenen Kühlergrills und die in ein Stufenheck mündende, stark abfallende Dachlinie des DB5. Der Innenraum war gänzlich eigenständig; das Armaturenbrett hatte keinerlei Ähnlichkeiten mehr mit der Ausführung des Vorgängers.
Um Kosten zu sparen, kamen viele Teile wie bereits bei früheren Modellen von anderen Herstellern. Die Heckleuchten sind Teile des VW Scirocco der zweiten Serie. Die Frontscheinwerfer stammen vom bis 1991 gebauten Audi 200 C3. Die Außenspiegel kamen vom Citroën CX, und General Motors, Jaguar sowie Ford steuerten Lenksäule, Klimaanlage und Schalter am Armaturenbrett bei.
Die technischen Entwicklungen wurden weitgehend bei Aston Martin selbst durchgeführt. Als technische Basis wurde das Fahrgestell des Aston Martin Lagonda Series 2 verwendet, das verkürzt und mit einer modifizierten Aufhängung versehen wurde. Das Fahrwerk ähnelte dem des Lagonda mit De-Dion-Hinterachse und einer Doppelquerlenker-Aufhängung vorne.
Die Entwicklung der Motorisierung erfolgte allerdings bei Callaway Cars in Connecticut. Dort wurde ein neuer Vierventilkopf für den klassischen Achtzylinder entwickelt. Das Triebwerk wurde zudem an die neuesten Abgasbestimmungen angepasst.
Der Name des neuen Autos wurde in einem Wettbewerb gefunden, den Aston Martin in der Belegschaft und unter den Mitgliedern des Aston Martin Owners Clubs durchgeführt hatte. Der letztlich erfolgreiche Vorschlag Virage – französisch für Kurve – ging auf den Firmenchef Victor Gauntlett zurück.

## Serienmodelle
Das Basismodell, das Virage Coupé, wurde auf der Birmingham Motor Show im Oktober 1988 der Öffentlichkeit vorgestellt. Das erste Fahrzeug wurde allerdings erst im Januar 1990 ausgeliefert. Im Laufe der Jahre entwickelte Aston Martin eine Reihe von Abwandlungen dieses Modells.

### Virage Saloon

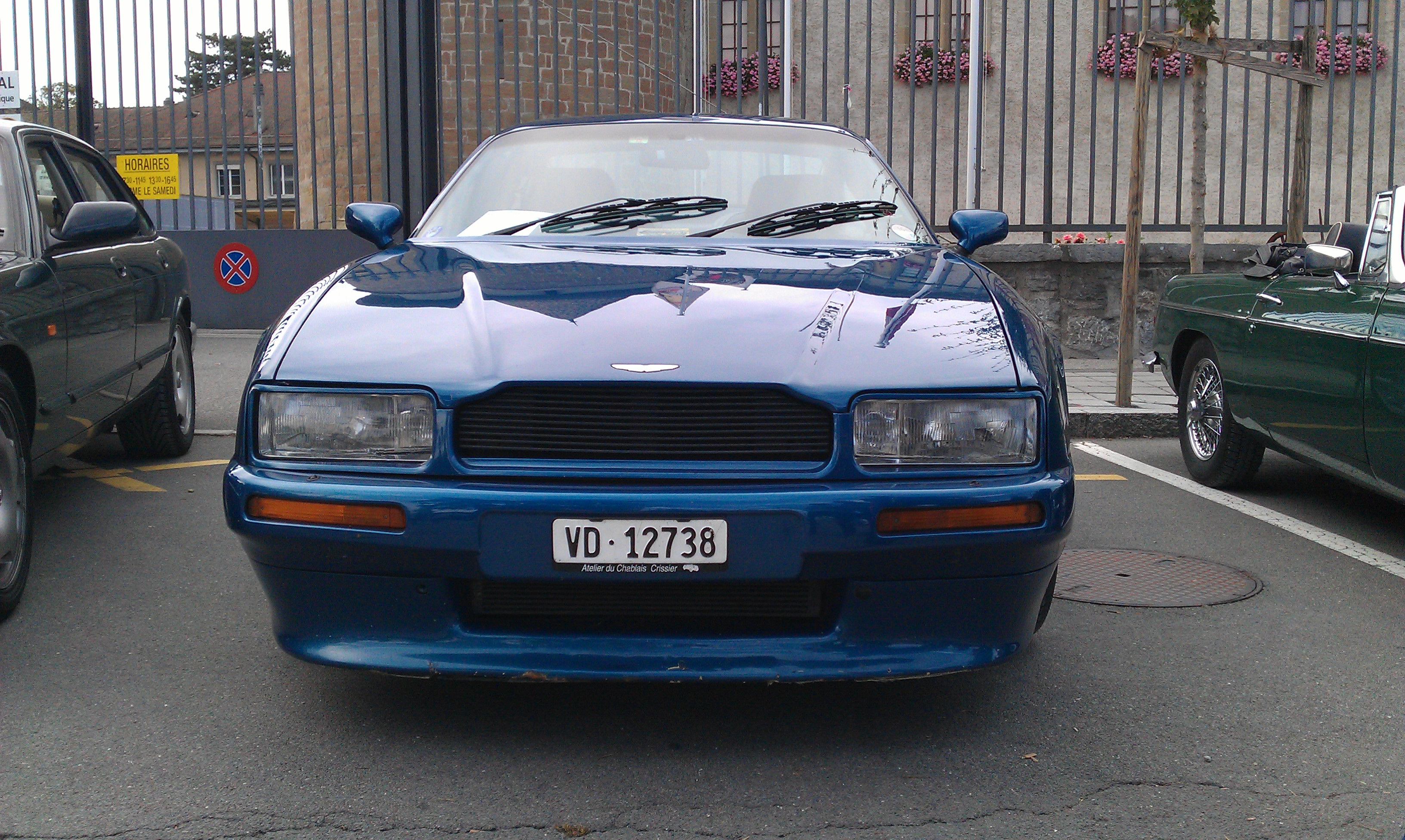
Frontpartie: Scheinwerfer vom Audi 200

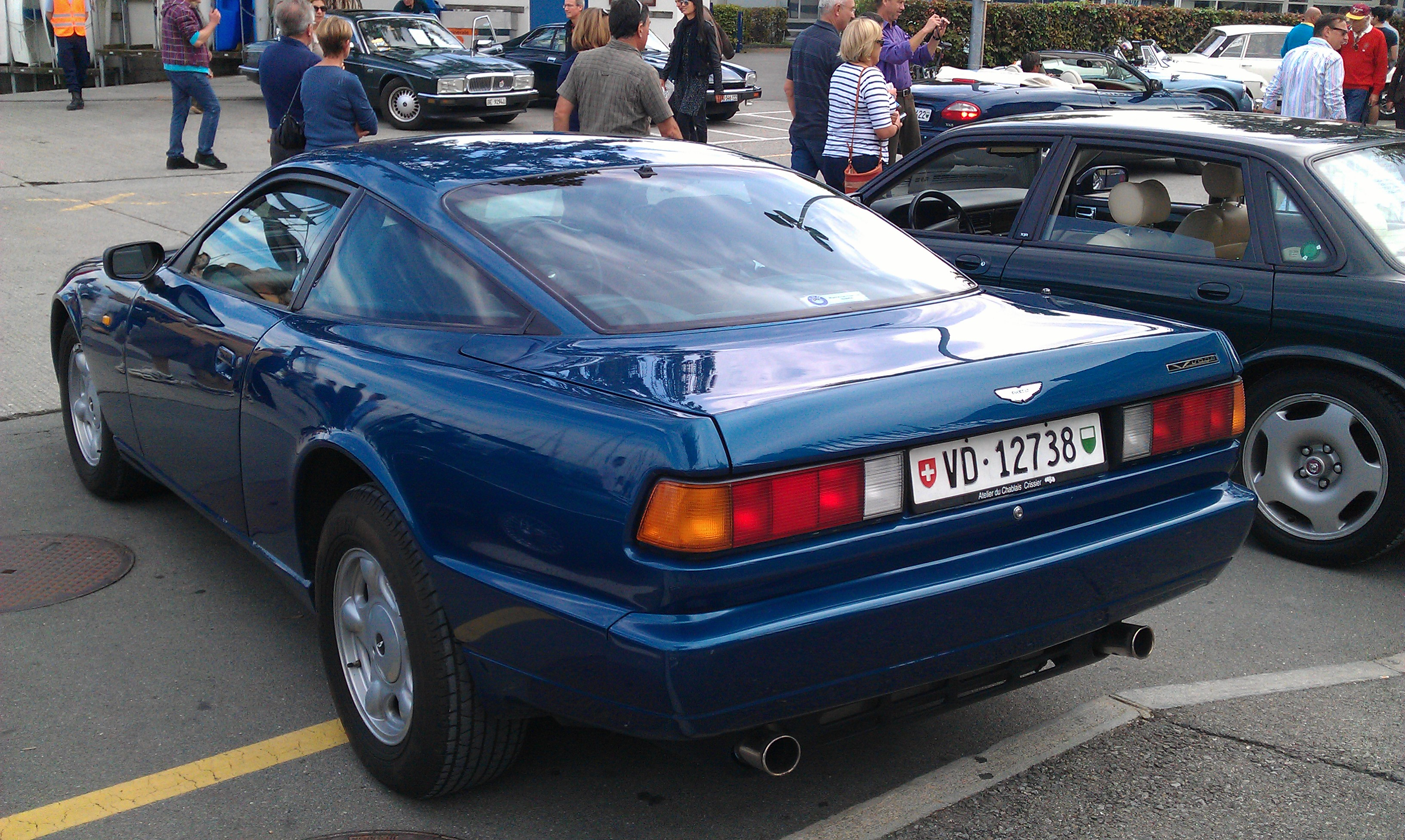
Heckpartie des Aston Martin Virage: Mit Rückleuchten des VW Scirocco II

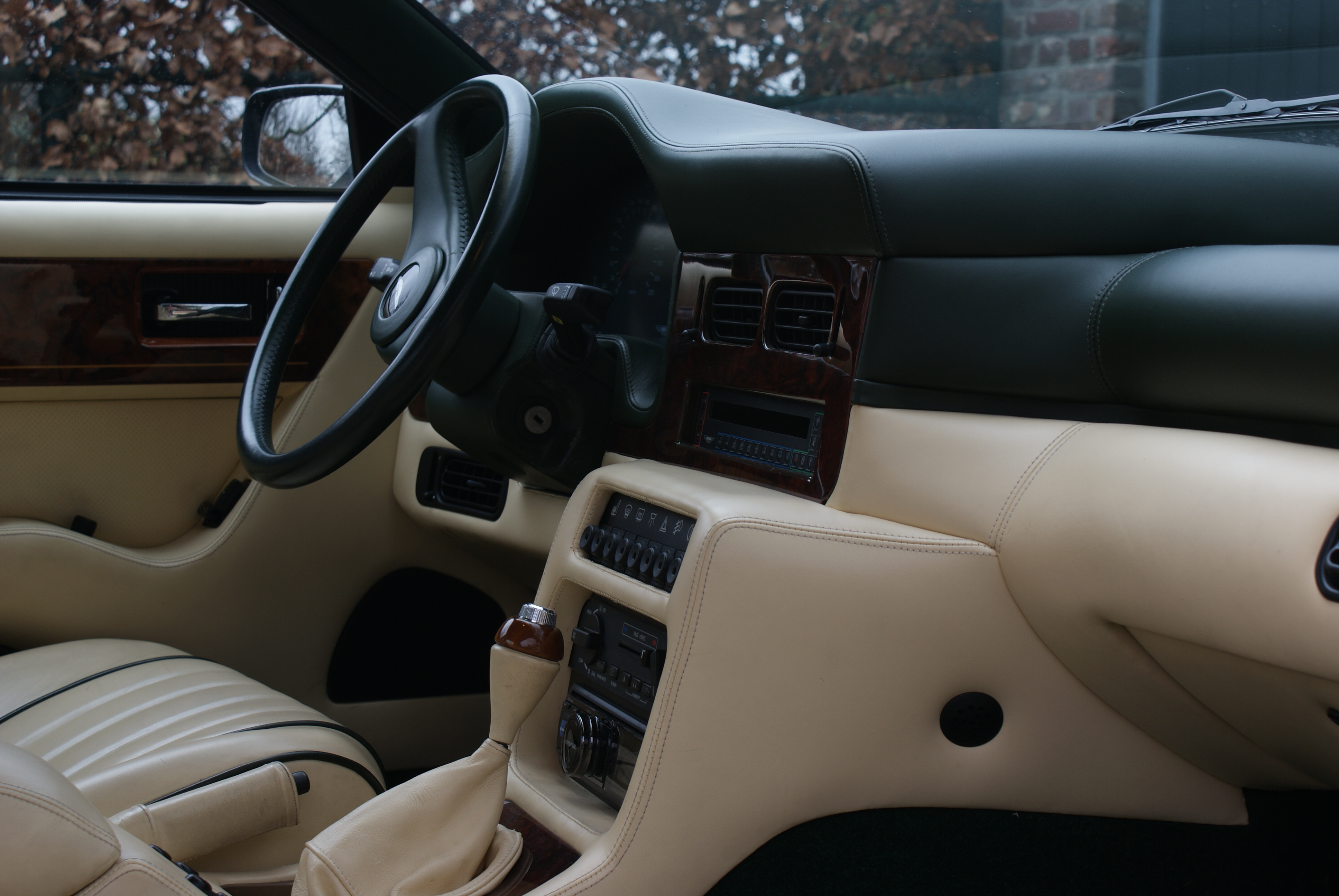
Armaturenbrett des Virage Saloon

#### Basisversion
Der Virage Saloon war ein großes und schweres Auto, doch der Vierventil-V8 mit 5,3 Litern Hubraum und 475 Nm Drehmoment ermöglichte sportliche Fahrleistungen. Beschleunigung und Fahrverhalten wurden ebenso gelobt wie das Ansprechverhalten des 246 kW (330 PS) starken Motors. Das 1790 kg schwere Fahrzeug erreichte eine Höchstgeschwindigkeit von 254 km/h. 31 Fahrzeuge wurden nachträglich werksseitig mit einem 6,3 Liter großen Achtzylindermotor ausgestattet (siehe Virage 6.3); daneben boten freie Werkstätten wie R.S. Williams oder Lynx weitergehende Triebwerküberarbeitungen an.
Bis 1995 fertigte Aston Martin insgesamt 365 Virage. Die meisten Fahrzeuge entstanden 1990 (178 Exemplare) und 1991 (168). 1992 brach die Produktion ein: in diesem Jahr entstanden nur noch sechs Coupés; 1993 entstand gar kein Coupé. 1994 produzierte Aston Martin neun Exemplare einer Limited Edition. 1995 entstand ein letztes Exemplar des Virage.
Danach stellte Aston Martin die Produktion des Modells ein. Der Nachfolger erhielt die Bezeichnung V8 Saloon. Es war technisch weitgehend mit dem Virage identisch, hatte aber die Karosserie des Virage Vantage.

#### Limited Edition
Auch 1994 gingen keine Bestellungen für einen Virage Saloon ein. Zu dieser Zeit befanden sich im Werk neun Chassis, die bereits 1992 hergestellt worden waren. Um diese Chassis nicht ungenutzt zu lassen, entschied sich das Werk für die Auflage einer zehn Exemplare umfassenden „Limited Edition“. Die Karosserie dieser Modelle entsprach in ihren Grundzügen der der bisher vermarkteten Virage Saloons; allerdings gab es einige Detailunterschiede. Hierzu gehörte ein V-förmig gestaltetes Kühlergitter, ein geänderter Frontspoiler. Im Innenraum trugen die Modelle der „Limited Edition“ die Armaturenbretter des Virage Volante, und anstelle des bisher verwendeten Walnussholzes setzte Aston Martin nunmehr Ulmenholz ein. Der Motor wurde ebenfalls überarbeitet. Geringfügige Änderungen am Zylinderkopf führten zu einer Leistungssteigerung um 20 PS. Mit Ausnahme eines Fahrzeugs, das in Porsches Mitternachtsblau lackiert war, erschienen alle Exemplare dieser Serie in British Racing Green; das Interieur war mit braunem Leder bezogen. Die „Limited Edition“ wurde auf der Birmingham Motor Show im Oktober 1994 vorgestellt. Der Verkaufspreis betrug 137.500 £. Anstelle der angekündigten zehn Fahrzeuge stellte Aston Martin nur neun her; alle Exemplare wurden innerhalb eines Monats verkauft. Einzelne Fahrzeuge wurden nachträglich auf die 6,3-Version umgerüstet, ein weiteres Exemplar erhielt bei R.S. Williams einen auf 7,0 Liter vergrößerten Motor, der später von Lynx zusätzlich mit einem Turbolader versehen wurde und insgesamt 720 PS leistete.

### Virage 6.3

#### Entstehungsgeschichte
Ab Januar 1992 war eine leistungsgesteigerte Version des Coupés mit der Bezeichnung Virage 6.3 erhältlich. Diese Modelle hatten einen auf 6,3 Liter vergrößerten Achtzylindermotor, der 465 DIN-PS leistete. Sie wurden auf Kundenwunsch bei Aston Martins Service Department aufgebaut.
Konzeptionelle Grundlage für den 6,3-Liter-Motor war ein 6,0 Liter großes Rennsporttriebwerk, das der Aston-Martin-Händler R.S. Williams auf der Grundlage des alten V8 für den Aston Martin AMR1 entwickelt hatte. Das Fahrzeug war unter anderem für den Einsatz beim 24-Stunden-Rennen von Le Mans 1989 konzipiert worden, wurde letztlich aber aus finanziellen Gründen nicht gemeldet. R.S. Williams entwickelte auf der Basis dieses Triebwerks eine Straßenversion mit 6,3 Litern Hubraum, die er ab 1989 an V8-Kunden verkaufte. Nachdem R.S. Williams von Ford übernommen worden war, hielt Aston Martin die Rechte an dem leistungsstarken Motor. Anfang 1991 fiel die Entscheidung, dieses Triebwerk auf Kundenwunsch auf dem Umweg über das Service Department auch Virage-Kunden zur Verfügung zu stellen.
Der 6,3-Liter-Motor hatte eine vergrößerte Bohrung, eine geänderte Kurbelwelle, spezielle Pleuel und eine auf 9,5:1 erhöhte Verdichtung. Der Zylinderkopf wurde überarbeitet; er erhielt unter anderem größere Ventile. Als Kraftübertragung diente wahlweise ein manuelles Fünfganggetriebe von Aston Martin oder ein Sechsganggetriebe, das aus der Chevrolet Corvette übernommen wurde. Die vergrößerten Bremsen stammten von AP. Die aus dem Rennsport übernommenen Bremsscheiben mit einem Durchmesser von 362 mm waren lange Zeit die größten in einem Personenwagen. Die Bereifung hatte das Format 285/45 ZR 18. Um die breiten Reifen verwenden zu können, mussten die vorderen und hinteren Kotflügel verbreitert werden. Hinzu kam ein auf der Heckklappe aufgesetzter Spoiler. Durch diese Änderungen war der Virage 6.3 äußerlich leicht vom Standard-Saloon zu unterscheiden.
Ab 1993 bot Aston Martin eine überarbeitete Version des Virage 6.3 an. Die Leistung des Motors betrug nun 500 PS.
Die Höchstgeschwindigkeit des 465 PS starken Wagens betrug 280 km/h, die 500 PS starke Version war noch 10 km/h schneller.

#### Cosmetic 6.3
Der 6.3 war äußerlich an verbreiterten Kotflügeln und einem breiten Heckspoiler zu erkennen. Auf Kundenwunsch konnten die Virage-Modelle auch mit der verbreiterten Karosserie des 6.3 versehen werden, ohne dass tatsächlich der 6,3 Liter große Motor verwendet wurde. Diese Version wurde werksintern als Cosmetic 6.3 bezeichnet. Eine umgekehrte Gestaltungsmöglichkeit – d. h. 6,3-Liter-Motor mit der nicht verbreiterten Serienkarosserie des Saloon – bestand nicht.

#### Produktion
Grundlage für den Virage 6.3 war jeweils ein serienmäßiger Virage Saloon, den die Kunden zuvor im Werk bestellen mussten. Allein die Kosten des Umbaus beliefen sich anfänglich auf 60.000 £. Mit Einführung der überarbeiteten 6.3-Version 1993 stieg der Umbaupreis auf 100.000 £.
Insgesamt entstanden 19 Exemplare des 6.3 mit 465 PS und 12 Fahrzeuge mit dem 500 PS starken Motor. Die Produktion des 6.3 lief nach der Einführung des noch leistungsstärkeren Virage Vantage aus.

### Virage Vantage

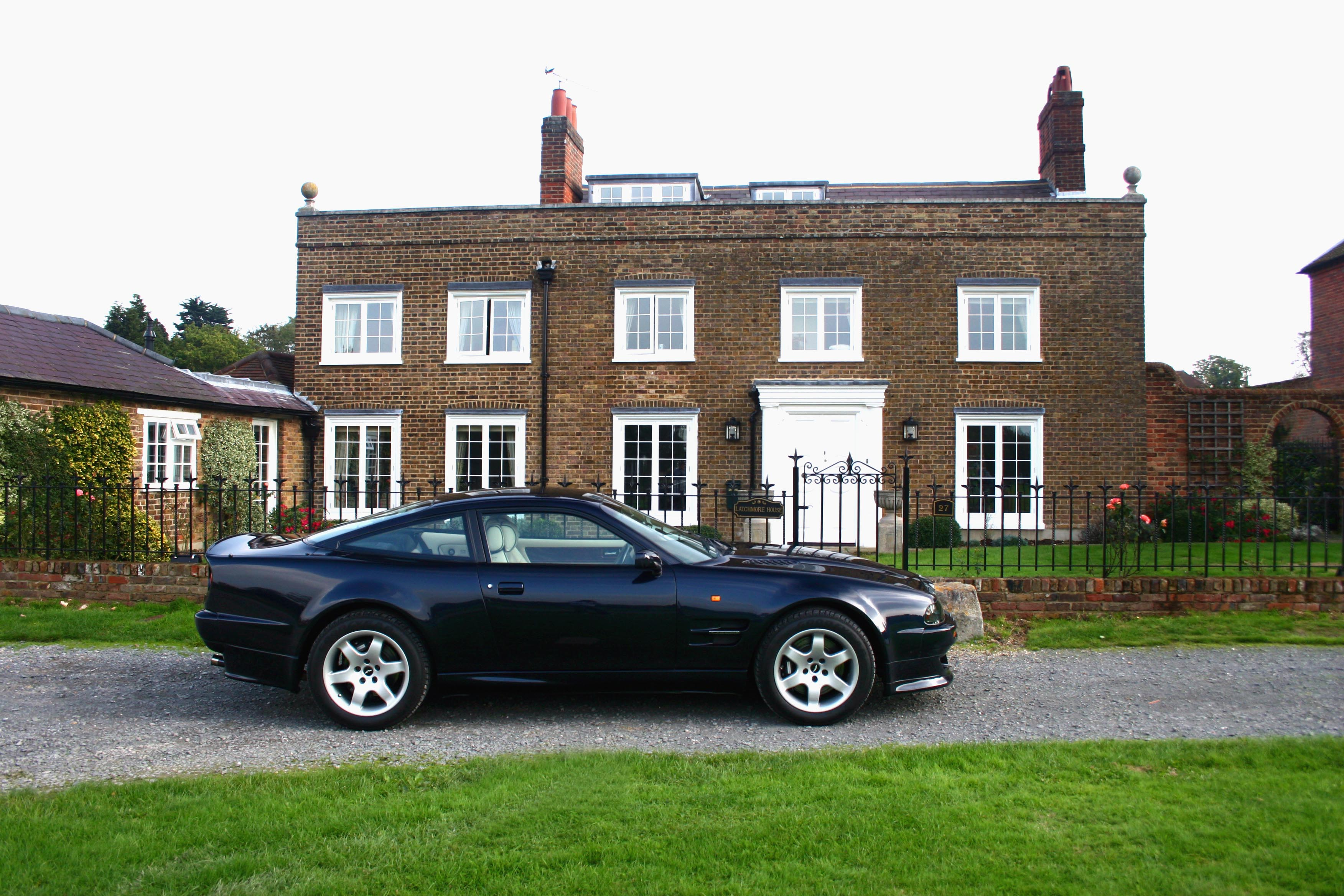
Aston Martin Vantage

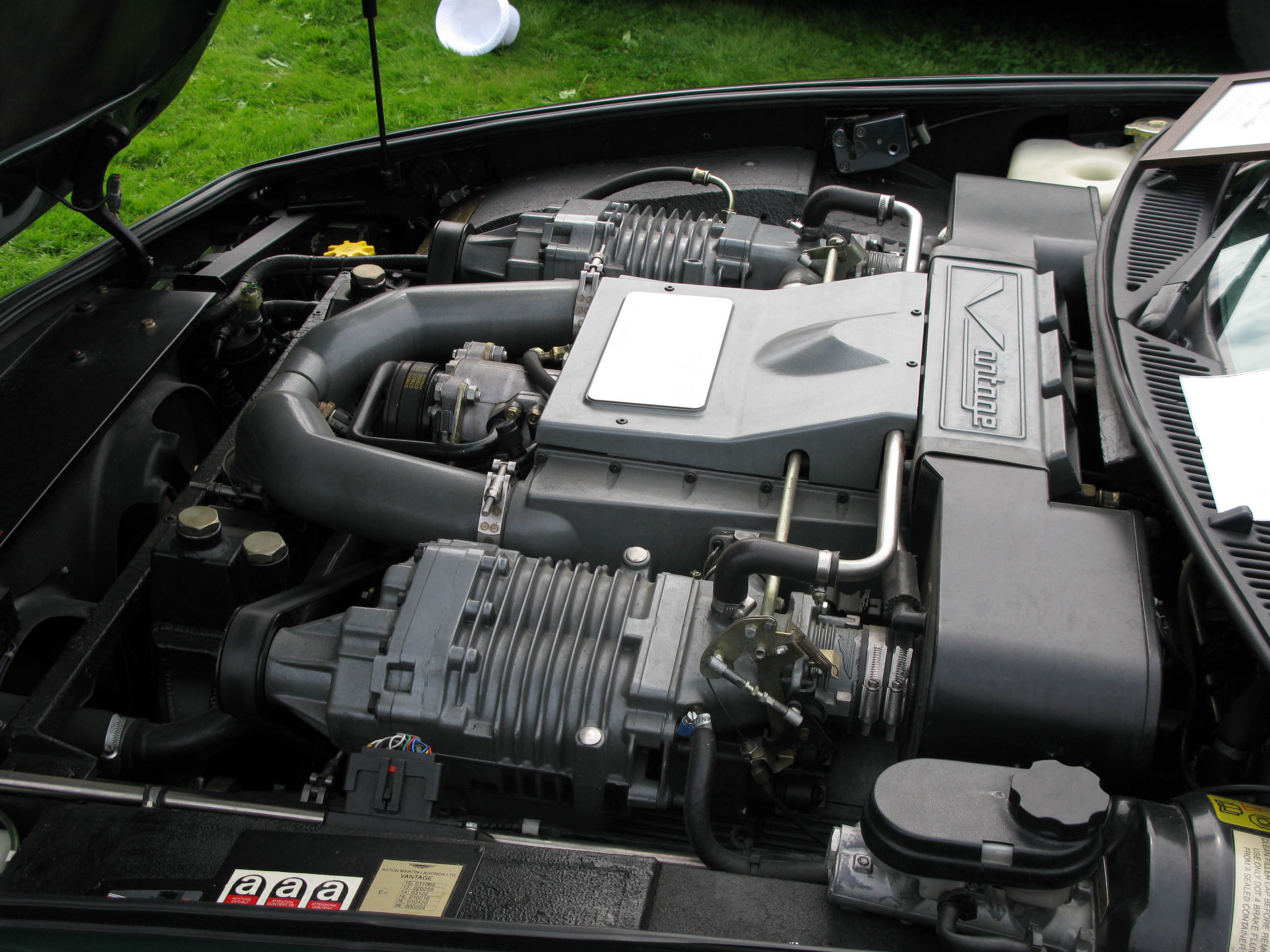
Motor des Aston Martin Virage Vantage

Ein Jahr nach der Einführung des Virage 6.3 erschien mit dem Virage Vantage eine nochmals stärkere Version des Zweitürers. Der Vantage unterschied sich sowohl äußerlich als auch im Hinblick auf die Antriebstechnik von dem herkömmlichen Virage Saloon. Mit ihm erreichte erstmals ein Aston Martin mit Straßenzulassung eine Höchstgeschwindigkeit von über 300 km/h.
Der Motor des Vantage leistete 550 PS und hatte ein Drehmoment von 746 Nm. Der Vantage war damit nach dem McLaren F1 der leistungsstärkste Straßensportwagen des Jahres 1993. Die hohe Motorleistung wurde anders als im Fall des Virage 6.3 nicht durch eine Hubraumerhöhung, sondern durch eine Aufladung des 5,3 Liter großen Achtzylinders erreicht. Das Werk installierte zwei Kompressoren von Eaton, die über einen Zahnriemen angetrieben wurden. Für ihren Antrieb wurde eine Leistung von etwa 40 PS benötigt. Um diese Verluste auszugleichen, verwendete Aston Martin einen Ladeluftkühler. Zugleich wurde die Festigkeit des Motorblocks erhöht und die Kühlung verbessert. Die Kraftübertragung erfolgte über ein manuelles Sechsganggetriebe, das der Rennwagenhersteller Reynard in Aston Martins Auftrag fertigte. Die Verwendung von ZF- oder Corvette-Getrieben war nunmehr ausgeschlossen; GM hatte Aston Martin die Verwendung entsprechender Teile zwischenzeitlich untersagt. Das Fahrwerk wurde ebenfalls überarbeitet. Aston Martin kehrte beim Vantage zu der Aufhängungskonstruktion zurück, die bereits beim Vorgänger des Virage verwendet worden war. Zusammen mit geänderten Federn und Dämpfern war das Fahrwerk etwa 25 % steifer als das des Virage Saloon. Wie schon der 6.3 bekam der Vantage innenbelüftete Bremsscheiben mit 362 mm Durchmesser.
In stilistischer Hinsicht erfuhr das Virage-Design für den Vantage eine Überarbeitung, die von John Heffernan, einem der Urheber des ursprünglichen Entwurfs, ausgeführt wurde. Am deutlichsten wahrnehmbar war die Änderung der Leuchteinheiten: An der Frontpartie nun sechs viereckige Scheinwerfer – auf jeder Seite drei –, die sich hinter einer Verglasung befanden. Am Heck trug der Vantage vier runde Rückleuchten, die in der Konzeptionsphase von der Chevrolet Corvette entliehen wurden. Nach Produktionsbeginn verbot GM die Verwendung auch dieser Teile, sodass Aston Martin gezwungen war, vergleichbare Einheiten selbst herzustellen. Schließlich wurden seitliche Entlüftungsöffnungen in die vorderen Kotflügel integriert – ein seit dem DB4 etabliertes Designmerkmal, das beim Virage zunächst im Interesse einer besseren Aerodynamik entfallen war.
Der Aston Martin Virage Vantage erreichte eine Höchstgeschwindigkeit von 305 km/h; die Beschleunigung von 0 auf 100 km/h erfolgte in 4,6 Sekunden.

### Virage Volante

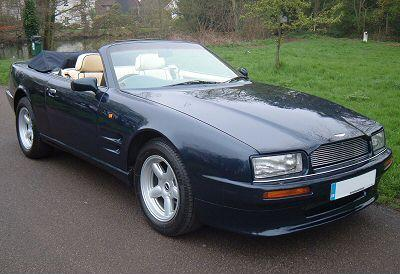
Aston Martin Virage Volante

Das Cabriolet zur Baureihe wurde traditionell mit dem Zusatz Volante geführt. Es wurde im September 1990 auf der Birmingham Motor Show zunächst als Zweisitzer vorgestellt, erfuhr in dieser Ausführung allerdings Kritik in der Presse. Im Frühjahr 1991 nahm das Unternehmen daher im Bereich des Kofferraums und des Tanks Veränderungen vor, sodass hinter den Vordersitzen zwei Notsitze installiert werden konnten. Fünf Fahrzeuge wurden in der ursprünglichen Ausführung als Zweisitzer produziert; alle anderen Exemplare waren 2+2-Sitzer.
Der Volante nutzte das Fahrwerk und den Antriebsstrang des Saloon. Der Aufbau erfuhr zahlreiche Versteifungen, die das Fehlen des Dachs ausgleichen sollten. Sie machten das Auto 50 kg schwerer als das Coupé.
Die Produktion des Volante begann im Frühjahr 1992. Bei Produktionsbeginn lag der Verkaufspreis des Volante bei 145.000 £, was einem Gegenwert von 24 Rover Minis entsprach. Auf dem Genfer Autosalon im März 1993 wurde eine leicht überarbeitete Version des Volante vorgestellt, die über geänderte Instrumente, eine Viergangautomatik und eine verkürzte Hinterachsübersetzung verfügte.
Bis zur Ablösung des Virage Volante durch den optisch modernisierten V8 Volante 1998 wurden 233 Fahrzeuge gebaut. Bei den letzten elf Fahrzeugen wurde schon der Motor des Nachfolgemodells V8 Saloon eingebaut. Die Leistung erhöhte sich dadurch auf 260 kW (354 PS).

## Weitere Karosserieversionen von Aston Martin Service Department
Aston Martins Spezialeinheit Service Department stellte von 1992 bis 1996 insgesamt 24 Virage-Versionen mit eigenständigen Aufbauten her. Hierbei handelte es sich um drei- und fünftürige Kombiwagen (Shooting Brakes) sowie um viertürige Stufenhecklimousinen. Die Limousinen und die fünftürige Kombiversion erhielten die Bezeichnung Lagonda. Die Service-Department-Versionen waren formal keine Neuwagen, sondern nachträgliche Umbauten: Sie beruhten jeweils auf serienmäßigen Virage-Coupés, die der Kunde zuvor im Werk bestellen musste. Auf diese Weise umging Aston Martin das anderenfalls erforderliche Typisierungsverfahren, das unter anderem mit Crashtests und aufwändigen Gutachten verbunden war. Service Department war in den frühen 1990er-Jahren, die für Aston Martin wirtschaftlich schwierig waren, ein substantieller Rückhalt: Die Einheit „machte alles, was die Kunden wünschten“ und verkaufte die Fahrzeuge mit großem Gewinn. Von 1992 bis 1996 erzielte Service Department mit den 24 Konversionen einen Reingewinn von nahezu einer Million Pfund, die wesentlich dazu beitrugen, das Unternehmen wirtschaftlich am Leben zu erhalten.

### Virage Shooting Brake
Vom Virage wurde, einer langen Tradition folgend, vorübergehend auch eine Shooting-Brake-Version angeboten, d. h. ein zweitüriger Kombiwagen mit Heckklappe. Im Gegensatz zu früheren Modellen der Baureihen DB5, DB6 und DBS wurden die Umbauten nicht in externen Karosseriebaubetrieben wie Harold Radford oder FLM Panelcraft durchgeführt, sondern in Aston Martins Sonderabteilung Service Department. Die Shooting Brakes basierten in diesem Fall auf vollständig fertiggestellten Coupés, die jeweils nach der Auslieferung an die Käufer nachträglich umgebaut wurden. Auf diese Weise galten sie nicht als Neufahrzeuge, sodass eine kostenaufwändige Typenzulassung nicht erforderlich war.
Der Shooting Brake übernahm das Chassis und den Antriebsstrang des Virage Saloon. Die meisten Blechteile waren dagegen neu gestaltet. Auch die Türen entsprachen nicht dem Serien-Virage: Im Fall des Shooting Brake hatten sie andere Rundungen. Die Heckklappe stammte vom Ford Escort Turnier; lediglich das Abschlussblech hatte Aston Martin durch eine selbst gestaltete Einheit ausgetauscht. Die Rückleuchten wurden vom Renault 21 Nevada übernommen. Die Rückbank war im Verhältnis 50/50 umklappbar. Der Kofferraum war mit Wilton-Teppichen und Leder verkleidet. Der Shooting Brake war 1 cm länger und 60 kg schwerer als der Virage Saloon.
Der Virage Shooting Brake wurde auf dem Genfer Auto-Salon 1992 im Beisein des dreifachen Formel-1-Weltmeisters Jackie Stewart präsentiert. Der Verkaufspreis betrug 165.000 £, d. h. 30.000 £ mehr als beim Virage Saloon. Für 10.000 £ war zusätzlich ein Satz maßgefertigter Koffer erhältlich.
Das Service Department stellte insgesamt fünf Exemplare auf Virage-Basis her. Je nach Quelle entstanden später noch zwei oder drei weitere Shooting Brakes auf der Basis des Virage-Nachfolgers V8, die technisch und äußerlich weitgehend identisch waren, aber wie der V8 runde Rückleuchten hatten.

### Viertürige Stufenhecklimousine: Lagonda

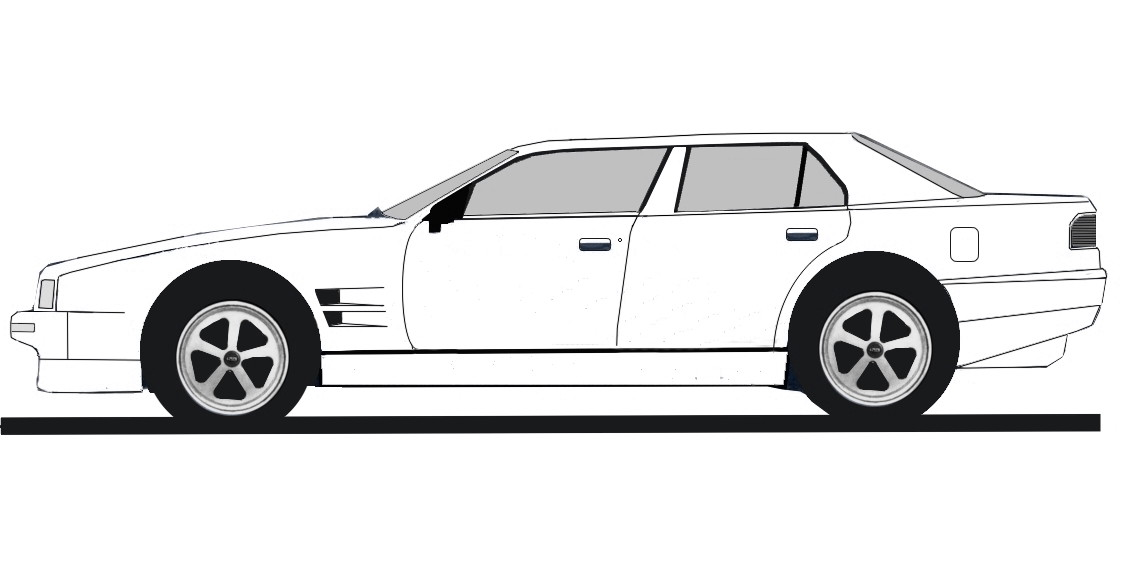
Neunmal gebaut: Viertürige Lagonda-Version des Aston Martin Virage

1993 leitete das Werk vom Virage eine viertürige Stufenhecklimousine ab, die auf einem verlängerten Virage-Fahrgestell ruhte und die Bezeichnung Aston Martin Lagonda erhielt.
Das viertürige Fahrzeug war mit 5.050 mm insgesamt 280 länger als der Standard-Saloon, das Gewicht erhöhte sich um 250 kg. Wahlweise war auch eine um 450 mm verlängerte Version lieferbar; sie entstand in zwei Exemplaren. Als Antrieb konnte entweder das serienmäßige Triebwerk mit 5,3 Litern Hubraum oder die 6,3 Liter große Sportversion gewählt werden.
Im Laufe des Jahres 1993 entstanden fünf Fahrzeuge, vier davon in der 6,3-Liter-Version. Erst nach der Auslieferung dieser auf speziellen Kundenwunsch hergestellten Autos wurde das Modell öffentlich präsentiert. Danach entstanden bis 1996 noch vier weitere Exemplare. Die Virage-Lagondas wurden zu einem Stückpreis von 250.000 £ verkauft; an jedem von ihnen verdiente das Unternehmen 45.000 £.

### Lagonda Shooting Brake
Ebenfalls 1993 wurde eine fünftürige Version des Virage Shooting Brake mit der Bezeichnung „Les Vacances“ (französisch für Ferien) vorgestellt. Sie hatte drei Sitzreihen und insgesamt sieben Sitzplätze. 
 Das Auto war zunächst ein Einzelexemplar, das auf Wunsch eines europäischen Sammlers hergestellt wurde. Nach der öffentlichen Vorstellung dieses Unikats bestellte „ein Sammler aus Ostasien“ ein halbes Dutzend vergleichbarer Fahrzeuge, die jeweils mit einer 500 bhp starken 6,3-Liter-Version des Aston-Martin-Achtzylinders ausgestattet waren. Jedes Fahrzeug kostete 256.000 £.

## Konversionen unabhängiger Hersteller
Neben dem Service Department produzierten mehrere unabhängige Werkstätten eigenständige Konversionen des Virage.
Auf der Basis der späten 6,3 Liter-Version des V8 Coupés stellte das Schweizer Unternehmen Roos Engineering eine Shooting Brake-Version her. Anders als die Werksversion, die über sehr dünne Fahrzeugsäulen verfügte, setzte Roos eine breite, geschwungene C-Säule ein mit einem halbrund gestalteten dritten Seitenfenster. Die Rückleuchten entsprachen dem V8 Coupé. Der Roos-Shooting Brake wurde 1999 fertiggestellt und ausgeliefert.
Auch der britische Aston Martin-Händler Oselli aus Oxford stellte eine Shooting Brake-Version des Virage her. Hierbei dürfte es sich um ein Einzelstück gehandelt haben.